# У владі жінок
У владі жінок (англ. In a Woman's Power) — американська короткометражна драма режисера Герберта Бренона 1913 року.

## У ролях
- Вільям Е. Шей — Джордж
- Джейн Фернлі — Кора
- Джин Екер — Марселла (дружина)
- Роберт В. Фергюсон — Левісон (престарілих шанувальник)